# 883
Évszázadok: 8. század – 9. század – 10. század
Évtizedek: 830-as évek – 840-es évek – 850-es évek – 860-as évek – 870-es évek – 880-as évek – 890-es évek – 900-as évek – 910-es évek – 920-as évek – 930-as évek
Évek: 878 – 879 – 880 – 881 –  882 – 883 – 884 – 885 – 886 – 887 – 888

## Események

### Európa
- A Somme-on felhajózó vikingek kifosztják Saint-Quentin apátságát és visszaverik Carloman nyugati frank király támadását. Egy másik viking flotta a Rajnán hajózik fel (a Kövér Károly császárnak vazallusi esküt tévő viking Godfrid fríziai herceg a torkolatnál átengedi őket) és elfoglalják Duisburgot (amelyet ekkor említenek először írásban) és Xantent.
- Meghal II. Guidó spoletói herceg. Utóda nagybátyja, III. Guidó camernói őrgróf. Mivel nem szolgáltatja vissza a pápától elvett városokat, Kövér Károly császár Ravennában megfosztja őt minden birtokától és utasítja Berengár friuli őrgrófot, hogy űzze el a herceget. Berengár seregében azonban járvány tör ki és kénytelen visszavonulni.
- II. Giovanni Participazio velencei dózse előnyös kereskedelmi szerződést köt Kövér Károllyal. A császár vállalja, hogy megbünteti és száműzi a dózsék életére törő orgyilkosokat.
- A Pannóniai őrgrófság belharcába beavatkozó Szvatopluk morva fejedelem elfogja, megcsonkítja és megöli a lázadó Vilmos-fiúk egyikét, Werinhart. A többiek Arnulf karintiai herceghez menekülnek. Amikor Arnulf nem hajlandó kiadni őket, Szvatopluk dúlva-fosztogatva betör az őrgrófságba és megszállja Alsó-Pannóniát (a Dunántúlt).
- Oleg kijevi fejedelem adófizetésre kényszeríti a drevljánokat.

### Abbászida Kalifátus
- Al-Muvaffak régens két és fél éves ostrom után elfoglalja Al-Muhtarát, a zandzs lázadók központját. A felkelés véget ér.
- A frissen kinevezett bizánci főparancsnok, Keszta Sztüppiótész betör Kilikiába, de az ottani muszlim kormányzó, Jazaman al-Hadim egy éjszaka meglepetésszerűen megtámadja a táborát és hatalmas veszteségeket okoz a bizánciaknak. Kesztát, valamint Anatólia és Kappadókia themák katonai parancsnokait is megölik.

### Kína
- A Tang-dinasztiához hű Li Ko-jung tábornok visszafoglalja a fővárost, Csangant a lázadó Huang Csaótól.

## Születések
- II. Burchard, sváb herceg

## Halálozások
- Dávúd al-Záhirí, muszlim teológus, jogtudós
- II. Guidó, spoletói herceg

## Fordítás
- Ez a szócikk részben vagy egészben  a(z)   883 című angol Wikipédia-szócikk ezen változatának fordításán alapul.  Az eredeti cikk szerkesztőit annak laptörténete sorolja fel. Ez a jelzés csupán a megfogalmazás eredetét és a szerzői jogokat jelzi, nem szolgál a cikkben szereplő információk forrásmegjelöléseként.